# مسجد جامع میمه
مسجد جامع میمه مربوط به دوره صفویه است و در شهرستان میمه و وزوان، بخش مرکزی، شهر میمه خیابان فرهنگ واقع شده و این اثر در تاریخ ۱۴ آبان ۱۳۵۱ با شمارهٔ ثبت ۹۳۴ به‌عنوان یکی از آثار ملی ایران به ثبت رسیده‌است.

## قدمت تاریخی
بنای اصلی این مسجد به دوران سلجوقیان بازمی‌گردد که قدمت بنای فعلی آن مربوط به دوره زندیه و طبق نظر برخی کارشناسان به دوره صفویه است. محراب این مسجد نیز به دلیل ارزش تاریخی بسیار بالا به موزه ملی ایران منتقل شده‌است.

## مسجد جامع میمه در سفرنامه‌ها
- ابن بطوطه: «مسافرت ما در زمین پهناوری آغاز شد که از مضافات اصفهان بشمار می‌رود. در این طریق نخست به میمه رسیدیم، روستایی نیک و دارای باغ‌های انگور و قنوات متعدد و مسجدی زیبا یافتیم که نهر آبی از وسط آن جاری بود.»[نیازمند منبع]
- ملا محسن فیض کاشانی: «در طی سفری گذرم به مسجدی افتاد در قریه ای بنام میمه که بنظر می‌رسد با توجه به کتیبه بالای محراب، این مسجد زیبا یادگار آل‌بویه باشد. هنوز منبر شکسته و نیمه سوخته آن در گوشه‌ای دیده می‌شود. سنگ قبرهای اطراف مسجد تاریخی در حدود ۲۰۰ سال پیش را دارند.»[۲]